# 1re cérémonie des Gérard de la télévision
Les Gérard de la télévision 2006 est la première édition des Gérard de la télévision, une cérémonie qui récompense chaque année les pires émissions et personnalités du paysage télévisuel français. L'événement a lieu le 29 novembre 2006 dans la salle de spectacle Le Réservoir à Paris.

## Palmarès et nominations

### Plus mauvais téléfilm ou série français
- Le Maître du Zodiaque avec Francis Huster (TF1)
  - Cœur Océan avec Caroline Guérin (France 2)
  - L'État de Grace avec Anne Consigny (France 2)
  - PJ avec Charles Schneider (France 2)
  - Plus belle la vie avec - et c’est également le Gérard des noms d’acteurs les plus idiots - Serge Dupire, Pierre Martot, Michel Cordes, Juliette Chêne, Nathalie Grandhomme (France 3)
  - Alice Nevers, le juge est une femme avec Marine Delterme (TF1)
  - Milady avec Arielle Dombasle (France 2)

### Plus mauvaise nouvelle émission de la rentrée
- L'Arène de France avec Stéphane Bern (France 2)
  - On n'est pas couché avec Laurent Ruquier (France 2)
  - T'empêches tout le monde de dormir avec Marc-Olivier Fogiel (M6)
  - Salut les Terriens avec Thierry Ardisson (Canal+)
  - Toute une histoire avec Jean-Luc Delarue (France 2)
  - Dimanche + avec Laurence Ferrari (Canal+)

### Pire bide ou accident industriel
- Le Dancing Show avec Anthony Kavanagh (France 2)
  - Fallait pas décrocher avec Maurad (M6)
  - Le Royaume avec Guillaume Zubléna (TF1)
  - Starting Over avec Aïcha, Vanessa, Ingrid, Emma, Bouchra et Martine (TF1)
  - Les NRJ Cine Awards avec Élie Semoun (NRJ 12)
  - L'Eurovision avec Michel Drucker et Claudy Siar (France 3)

### Plus mauvaise émission dite humoristique
- Samantha avec Doudi (France 2)
  - Bande dehouf (France 2)
  - Un monde presque parfait avec Olivier Minne (France 2)
  - Le Jamel Comedy Club avec Jamel Debbouze (Canal+)
  - Les Enfants de la télé avec Arthur (TF1)
  - Allô quiche (Canal+)

### Plus mauvaise série allemande
- Le Renard avec Siegfried Lowitz, Jan Hendriks, Henning Schlüter  (France 2)
  - Inspecteur Derrick avec Horst Tappert, Fritz Wepper, Willy Schäfer (France 2)
  - Schimanski avec Götz George, Eberhard Feik, Ulrich Matschoss (France 2)
  - Medicopter 117 avec Manfred Stücklschwaiger, Sabine Petzl, Wolfgang Krewe (TF1)

### Plus mauvais présentateur blanc de J.T.
- Jean-Pierre Pernaut (TF1)
  - David Pujadas (France 2)
  - Béatrice Schönberg (France 2)
  - Patrick Poivre d'Arvor (TF1)
  - Élise Lucet (France 2)
  - Claire Chazal (TF1)

### Pire animateur ou chroniqueur tête à claque
- Florian Zeller dans Vol de nuit (TF1)
  - Steevy Boulay dans On a tout essayé (France 2)
  - Tex dans Les Z'amours (France 2)
  - Pascal Sevran dans Chanter la vie (France 2)
  - Gérard Miller dans On a tout essayé (France 2)
  - Denis Brogniart dans Koh-Lanta (TF1)

### Pire animatrice ou chroniqueuse tête à claque
- Alexia Laroche-Joubert dans Star Academy (TF1)
  - Daniela Lumbroso dans Sacrés pères (France 2)
  - Claire Chazal dans le J.T. (TF1)
  - Cécile de Ménibus dans La Méthode Cauet (TF1)
  - Christine Bravo dans On a tout essayé (France 2)
  - Catherine Laborde dans la météo (TF1)

### Pire animateur ou chroniqueur aux capacités intellectuelles contrariées
- Steevy Boulay dans On a tout essayé (France 2)
  - Jean-Pascal Lacoste dans Incroyable mais vrai ! (TF1)
  - Daniela Lumbroso dans Sacrés pères (France 2)
  - Thierry Gilardi dans Téléfoot (TF1)
  - Frank Lebœuf dans la Coupe du monde de football de 2006 (M6)
  - Victoria Silvstedt dans La Roue de la fortune (TF1)

### Plus mauvaise prestation d'un membre de la famille Castaldi
- Flavie Flament dans Vis ma vie (TF1)
  - Jean-Pierre Castaldi dans Capitaine Casta (TF1)
  - Catherine Allégret dans Navarro (TF1)
  - Benjamin Castaldi dans Johnny Hallyday spécial flasback en direct de Bercy (TF1)
  - Yves Montand pour l’immortalisation de À Bicyclette par les candidats de Star Academy 5 (TF1)

### Pire invité de plateau «trublion»
- Mathilde Seigner
  - Michèle Bernier
  - Michaël Youn
  - Patrick Bosso
  - Fabrice Luchini
  - JoeyStarr

### Plus mauvaise émission poussant au suicide
- Le Tour de France (France 2)
  - Très chasse, très pêche (TF1)
  - Le Domino Day (TF1)
  - Le marathon de Göteborg (France 2) — diffusé en intégralité jusqu'à ce que mort s'ensuive
  - Motus (France 2)
  - Le Magazine de la santé (France 5)

### Plus mauvaise émission poussant au meurtre
- Samantha (France 2)
  - Rubí (M6)
  - La Méthode Cauet (TF1)
  - Le Hit machine (M6)
  - Chanter la vie (France 2)
  - La télé de Sébastien (France 2)

### Pire emballement médiatique inconsidéré
- La Ségolènemania
  - Le coup de boule de Zinédine Zidane
  - Les émeutes de banlieue
  - La « racaille » et le « kärcher » de Nicolas Sarkozy
  - L’affaire Clearstream 2
  - Harry Roselmack au 20 heures

### Plus mauvais membre d'une minorité visible
- Guy Carlier dans On ne peut pas plaire à tout le monde (France 3)
  - Harry Roselmack dans Sept à huit (TF1)
  - Audrey Pulvar dans le 19/20 (France 3)
  - Sébastien Folin dans Vidéo Gag (TF1)
  - Aïda Thouiri dans 66 minutes (M6)
  - Mimie Mathy dans Joséphine, ange gardien (TF1)

### Plus mauvais Laurent
- Laurent Weil dans Le Grand Journal (Canal+)
  - Laurent Romejko dans Des chiffres et des lettres (France 2)
  - Laurent Fontaine dans Y'a que la vérité qui compte (TF1)
  - Laurent Ruquier dans On a tout essayé (France 2)
  - Laurent Delahousse dans Secrets d'actualité (M6)
  - « Laurent Zboccolini » (Laurence Boccolini) dans Le Maillon faible (TF1)

### Plus mauvais président de chaîne
- Patrick de Carolis (France Télévisions)
  - Vincent Bolloré (Direct 8)
  - Nicolas de Tavernost (M6)
  - Bertrand Meheut (Canal+)
  - Patrick Le Lay (TF1)
  - Marc Pallain (NRJ 12)

### Plus mauvaise chaîne
- Direct 8
  - RTL9
  - MTV France
  - Motors TV
  - TF1
  - NRJ 12
  - W9
  - NT1
  - Comédie !